# Église Sainte-Opportune de Paris
L'église Sainte-Opportune est une église disparue de Paris.

## Emplacement
L'église se trouvait dans l'actuel 1er arrondissement, au sud des Halles, bordant la rue Saint-Denis, avec son entrée principale rue de l'Aiguillerie (partie sud de la rue Sainte-Opportune).
L'église a donné son nom à une paroisse de Paris et surtout à l'ancien quartier Sainte-Opportune.
Le nom de Sainte-Opportune est encore porté par quelques rues et une place du quartier :
- la rue Sainte-Opportune ;
- la rue des Lavandières-Sainte-Opportune ;
- la place Sainte-Opportune, qui occupe le terrain de l'ancien cloître.

## Histoire
La fondation remonterait à une chapelle dédiée à Notre-Dame des Bois, la chapelle Notre-Dame-des-Bois, qui aurait été bâtie au Bas-Empire, époque pendant laquelle la partie nord-ouest de Paris était encore couverte par une zone incertaine et marécageuse appelée Tudella et prolongeant la forêt de Rouvray, dont le bois de Boulogne n'est qu'un vestige.
Au IXe siècle, l'évêque de Sées en Normandie, chassé de son pays par les Vikings, se serait réfugié à Paris et aurait déposé dans cette chapelle des reliques de sainte Opportune (une côte et un bras). Les miracles attribués à cette sainte ayant attiré des pèlerins, et Louis le Bègue ayant fait donation des terres voisines au nord (les Champeaux, soit les actuelles Halles), on remplaça la chapelle par une église entourée d'un cloître et qui reçut un chapitre de chanoines. 
Vers 866, Louis le Bègue cède aux chanoines de Sainte-Opportune les terrains bordant le ruisseau de Ménilmontant (dit aussi Grand égout). Le fief de la censive Sainte-Opportune s'étendait donc sur un large territoire au pied des collines de Montmartre et Belleville.
Au XIIe siècle, elle devint église paroissiale. Cette paroisse était de taille limitée puisqu'elle s'étendait sur les parcelles entourant l'église (rue de l'Aigullerie, rue Courtalon, place Sainte-Opportune et une partie des rues des Fourreurs et de la Tabletterie). 

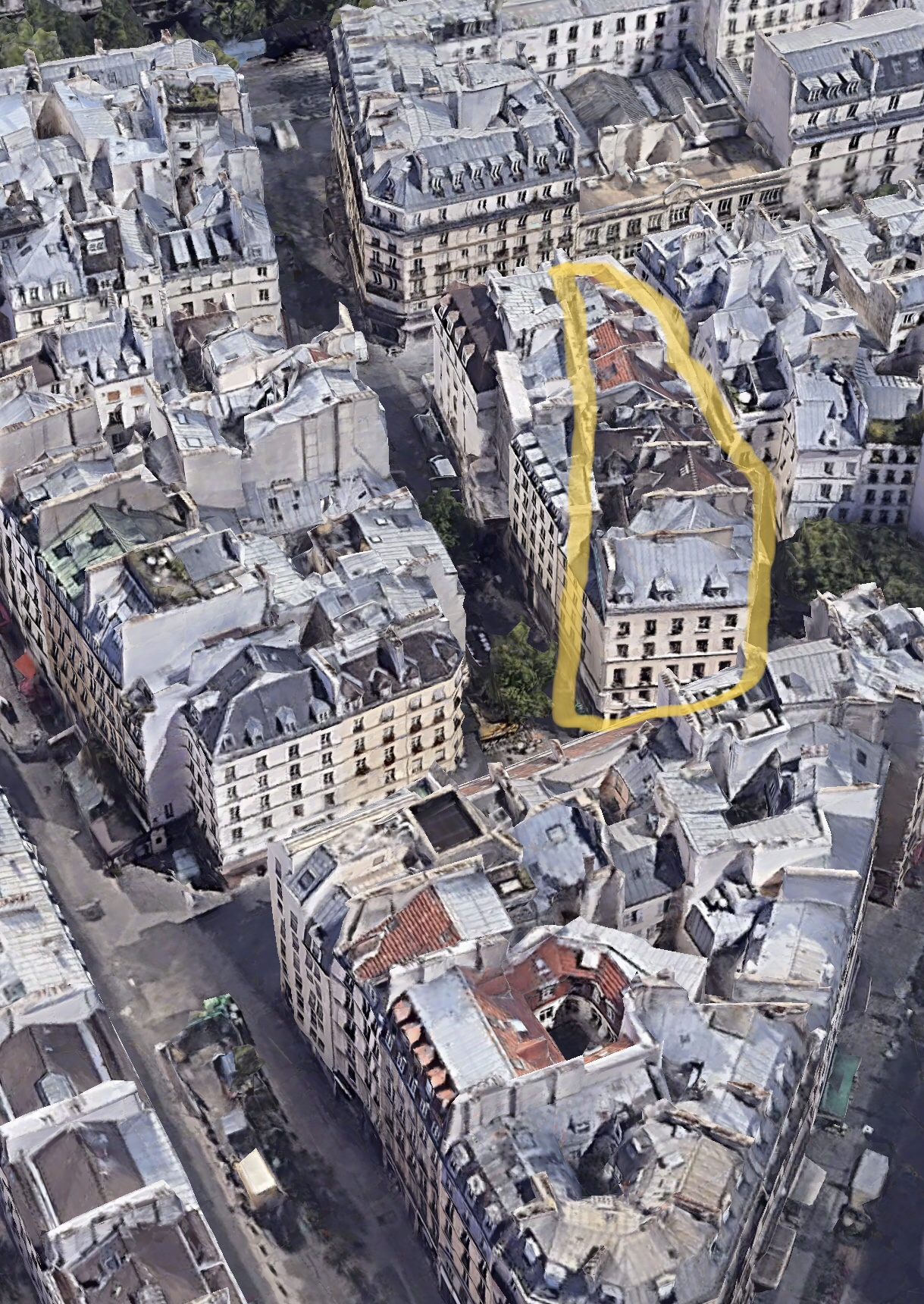
Emprise de l’église Sainte-Opportune, visible dans le parcellaire.

Louis VII donna à cette église la seigneurie sur tous les prés et bois jusqu'à Montmartre. L'église fut reconstruite aux XIIIe et XIVe siècles. 
En 1790, l'église Sainte-Opportune est le siège de l'une des 52 paroisses urbaines du diocèse de Paris. Son curé depuis 1763, l'abbé Claude-Antoine Pion, refuse de prêter le serment constitutionnel contrairement à ses quatre autres confrères, prêtres de cette paroisse.
Devenue bien national en 1790, elle est vendue le 24 novembre 1792 comme carrière de pierre. Elle est rapidement détruite. À son emplacement, sont construits le no 2 rue Sainte-Opportune, le no 8 place Sainte-Opportune et les immeubles côté pair de la rue Courtalon. Son emprise apparaît dans le parcellaire.

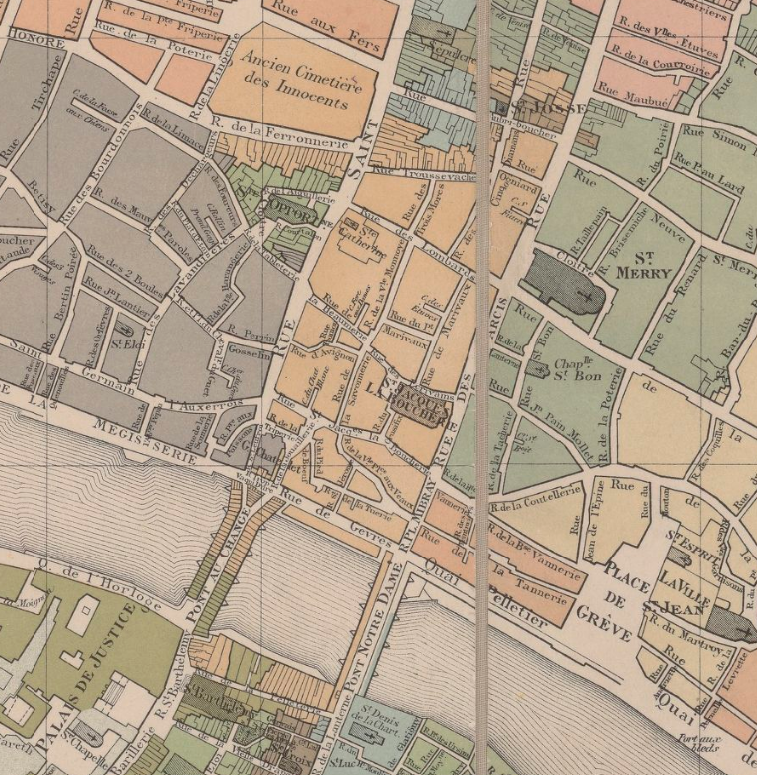
La paroisse sur un extrait du plan de Junié, 1786
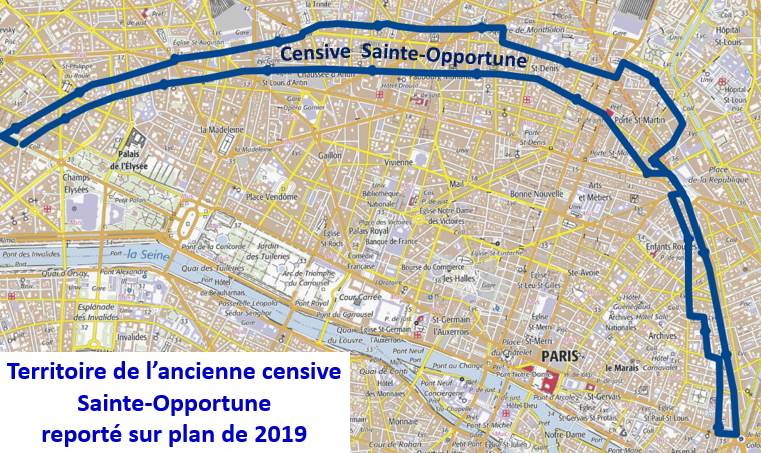
Territoire de la censive Sainte-Opportune sur un plan de 2019

## Œuvres d’art
L’église abritait plusieurs œuvres :
- un grand candélabre en bronze offert par  Charles Quint ;
- La Présentation au temple, anciennement attribué à Jouvenet, aujourd’hui au musée des Beaux-Arts de Reims[9] ;
- La Vierge de douleur, de Philippe de Champaigne, aujourd’hui au musée du Louvre[10].

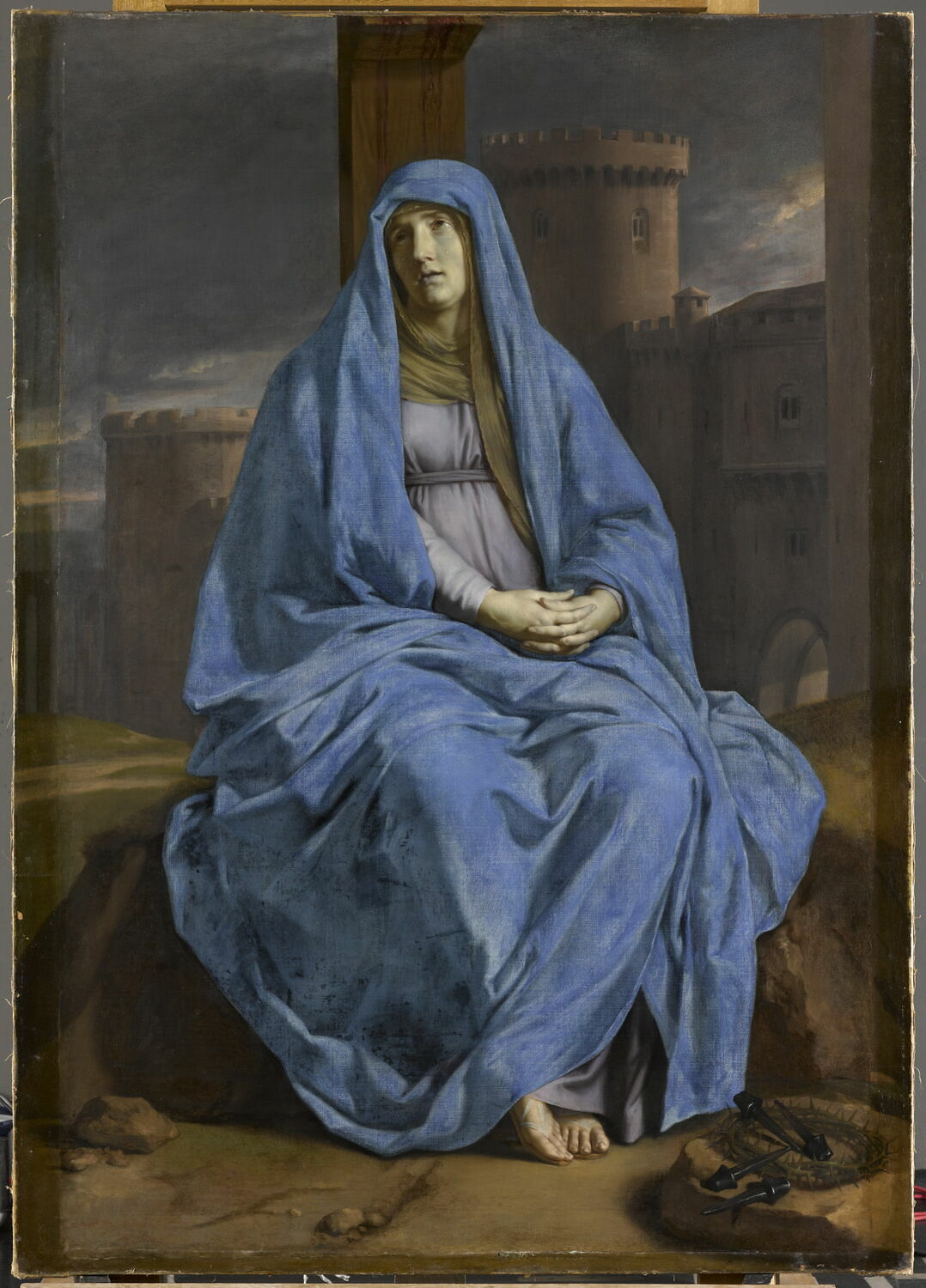
La Vierge de douleur au pied de la Croix de Philippe de Champaigne, Musée du Louvre.